# Eggerberg
Eggerberg is een gemeente en plaats in het Zwitserse kanton Wallis, en maakt deel uit van het district Brig.
Eggerberg telt 339 inwoners.